# Mistrzostwa Irlandii Północnej w piłce nożnej mężczyzn
Mistrzostwa Irlandii Północnej w piłce nożnej (ang. Northern Ireland Football Championship) – rozgrywki piłkarskie, prowadzone cyklicznie - corocznie lub co sezonowo (na przełomie dwóch lat kalendarzowych) – mające na celu wyłonienie najlepszej męskiej drużyny w Irlandii Północnej.

## Historia
Mistrzostwa Irlandii Północnej w piłce nożnej rozgrywane są od 1890 roku. Obecnie rozgrywki odbywają się w wielopoziomowych ligach: NIFL Premiership, NIFL Championship, NIFL Premier Intermediate League oraz niższych regionalnych klasach.
20 września 1879 w Belfaście powstał pierwszy północnoirlandzki klub piłkarski Cliftonville F.C., potem następne. Po założeniu irlandzkiej federacji piłkarskiej - IFA w 1890 roku, rozpoczął się proces zorganizowania pierwszych oficjalnych Mistrzostw Irlandii w sezonie 1890/91. Rozgrywki Irish Football League zostały utworzone jako rozgrywki piłkarskie dla klubów z całej Irlandii w 1890 (zwłaszcza, że początkowo wszystkie kluby miały swoje siedziby na terenie Irlandii Północnej). Tak powstała liga Irlandii Północnej, która wraz z odłączeniem się od Irlandii w 1921 oddzieliła też swoją ligę i związek.
Irish Football League jest drugą najstarszą ligą na świecie, będąc starszą o jeden tydzień niż Scottish Football League. Tylko angielska The Football League jest starsza (1888).
Mistrzostwa w latach 1916-1919 i 1941-1947 były nieoficjalne, z powodu I i II wojny światowej.
Od sezonu 1995/96 do 2002/03 najwyższa liga (Irish Football League) została podzielona na dwie dywizje: Premier & First Division. Od 2003 roku pozostała jedyna liga, ale już kluby spadały do niższych lig. W 2003 roku Irlandzki Związek Piłki Nożnej (IFA) postanowił stworzyć najwyższą klasę rozgrywkową w Irlandii Północnej – Irish Premier League.
W sezonie 2008/09 liga zmieniła nazwę na IFA Premiership, a w 2013/14 na NIFL Premiership.

## Mistrzowie i pozostali medaliści
| Sezon                 | K | K | T   | Mistrz                                                        | Wicemistrz                              | III miejsce               | Br. | Król strzelców                                                   | Uwagi                                  |
| Irish Football League |   |   |     |                                                               |                                         |                           |     |                                                                  |                                        |
| 1890/91               |   |   | 1   | Linfield F.C.                                                 | Ulster F.C.                             | Lisburn Distillery F.C.   | 20  | Robert Hill (Linfield)                                           | 8 klubów                               |
| 1891/92               |   |   | 2   | Linfield F.C.                                                 | Ulster F.C.                             | Lancashire Fusiliers F.C. | 21  | Tim Morrison (Linfield)                                          | 10 klubów                              |
| 1892/93               |   |   | 3   | Linfield F.C.                                                 | Cliftonville F.C.                       | Lisburn Distillery F.C.   | 9   | Robert Hill (Linfield), James Percy (Cliftonville)               | 6 klubów                               |
| 1893/94               |   |   | 1   | Glentoran F.C.                                                | Linfield F.C.                           | Cliftonville F.C.         | 9   | Michael McErlean (Linfield)                                      | 6 klubów                               |
| 1894/95               |   |   | 4   | Linfield F.C.                                                 | Lisburn Distillery F.C.                 | Glentoran F.C.            | 4   | George Gaukrodger (Linfield), Joe McAllen (Linfield)             | 4 kluby                                |
| 1895/96               |   |   | 1   | Lisburn Distillery F.C.                                       | Cliftonville F.C.                       | Linfield F.C.             | ?   | ?                                                                | 4 kluby                                |
| 1896/97               |   |   | 2   | Glentoran F.C.                                                | Cliftonville F.C.                       | Linfield F.C.             | 6   | Johnny Darling (Linfield), Richard Peden (Linfield)              | 6 klubów                               |
| 1897/98               |   |   | 5   | Linfield F.C.                                                 | Cliftonville F.C.                       | Glentoran F.C.            | ?   | ?                                                                | 6 klubów                               |
| 1898/99               |   |   | 2   | Lisburn Distillery F.C.                                       | Linfield F.C.                           | Cliftonville F.C.         | ?   | ?                                                                | 6 klubów                               |
| 1899/00               |   |   | 1   | Belfast Celtic F.C.                                           | Linfield F.C.                           | Lisburn Distillery F.C.   | ?   | ?                                                                | 6 klubów                               |
| 1900/01               |   |   | 3   | Lisburn Distillery F.C.                                       | Glentoran F.C.                          | Belfast Celtic F.C.       | ?   | ?                                                                | 6 klubów                               |
| 1901/02               |   |   | 6   | Linfield F.C.                                                 | Glentoran F.C.                          | Lisburn Distillery F.C.   | ?   | ?                                                                | 8 klubów                               |
| 1902/03               |   |   | 4   | Lisburn Distillery F.C.                                       | Linfield F.C.                           | Glentoran F.C.            | ?   | ?                                                                | 8 klubów                               |
| 1903/04               |   |   | 7   | Linfield F.C.                                                 | Lisburn Distillery F.C., Glentoran F.C. |                           | ?   | ?                                                                | 8 klubów                               |
| 1904/05               |   |   | 3   | Glentoran F.C.                                                | Belfast Celtic F.C.                     | Linfield F.C.             | ?   | ?                                                                | 8 klubów                               |
| 1905/06               |   |   | 1/5 | Cliftonville F.C., Lisburn Distillery F.C. (tytuł podzielony) |                                         | Linfield F.C.             | ?   | ?                                                                | 8 klubów                               |
| 1906/07               |   |   | 8   | Linfield F.C.                                                 | Shelbourne F.C.                         | Lisburn Distillery F.C.   | ?   | ?                                                                | 8 klubów                               |
| 1907/08               |   |   | 9   | Linfield F.C.                                                 | Cliftonville F.C.                       | Glentoran F.C.            | ?   | ?                                                                | 8 klubów                               |
| 1908/09               |   |   | 10  | Linfield F.C.                                                 | Glentoran F.C.                          | Shelbourne F.C.           | ?   | ?                                                                | 8 klubów                               |
| 1909/10               |   |   | 2   | Cliftonville F.C.                                             | Belfast Celtic F.C.                     | Linfield F.C.             | ?   | ?                                                                | 8 klubów                               |
| 1910/11               |   |   | 11  | Linfield F.C.                                                 | Glentoran F.C.                          | Belfast Celtic F.C.       | ?   | ?                                                                | 8 klubów                               |
| 1911/12               |   |   | 4   | Glentoran F.C.                                                | Lisburn Distillery F.C.                 | Belfast Celtic F.C.       | ?   | ?                                                                | 8 klubów                               |
| 1912/13               |   |   | 5   | Glentoran F.C.                                                | Lisburn Distillery F.C.                 | Linfield F.C.             | ?   | ?                                                                | 10 klubów                              |
| 1913/14               |   |   | 12  | Linfield F.C.                                                 | Glentoran F.C.                          | Belfast Celtic F.C.       | ?   | ?                                                                | 8 klubów                               |
| 1914/15               |   |   | 2   | Belfast Celtic F.C.                                           | Glentoran F.C.                          | Linfield F.C.             | ?   | ?                                                                | 8 klubów                               |
| 1915–1919             |   |   |     |                                                               |                                         |                           |     |                                                                  | nie rozgrywane przez I wojnę światową  |
| 1919/20               |   |   | 3   | Belfast Celtic F.C.                                           | Lisburn Distillery F.C.                 | Glentoran F.C.            | ?   | ?                                                                | 8 klubów                               |
| 1920/21               |   |   | 6   | Glentoran F.C.                                                | Glenavon F.C.                           | Linfield F.C.             | ?   | ?                                                                | 6 klubów                               |
| 1921/22               |   |   | 13  | Linfield F.C.                                                 | Glentoran F.C.                          | Lisburn Distillery F.C.   | ?   | ?                                                                | 6 klubów                               |
| 1922/23               |   |   | 14  | Linfield F.C.                                                 | Queen’s Island F.C.                     | Glentoran F.C.            | ?   | ?                                                                | 6 klubów                               |
| 1923/24               |   |   | 1   | Queen’s Island F.C.                                           | Lisburn Distillery F.C.                 | Linfield F.C.             | ?   | ?                                                                | 10 klubów                              |
| 1924/25               |   |   | 7   | Glentoran F.C.                                                | Queen’s Island F.C.                     | Belfast Celtic F.C.       | ?   | ?                                                                | 12 klubów                              |
| 1925/26               |   |   | 4   | Belfast Celtic F.C.                                           | Glentoran F.C.                          | Larne F.C.                | ?   | ?                                                                | 12 klubów                              |
| 1926/27               |   |   | 5   | Belfast Celtic F.C.                                           | Queen’s Island F.C.                     | Lisburn Distillery F.C.   | 28  | Joe Bambrick (Glentoran)                                         | 12 klubów                              |
| 1927/28               |   |   | 6   | Belfast Celtic F.C.                                           | Linfield F.C.                           | Newry Town F.C.           | ?   | ?                                                                | 14 klubów                              |
| 1928/29               |   |   | 7   | Belfast Celtic F.C.                                           | Linfield F.C.                           | Glentoran F.C.            | 43  | Joe Bambrick (Linfield)                                          | 14 klubów                              |
| 1929/30               |   |   | 15  | Linfield F.C.                                                 | Glentoran F.C.                          | Coleraine F.C.            | 50  | Joe Bambrick (Linfield)                                          | 14 klubów                              |
| 1930/31               |   |   | 8   | Glentoran F.C.                                                | Linfield F.C.                           | Belfast Celtic F.C.       | 55  | Fred Roberts (Glentoran)                                         | 14 klubów                              |
| 1931/32               |   |   | 16  | Linfield F.C.                                                 | Derry City F.C.                         | Belfast Celtic F.C.       | ?   | ?                                                                | 14 klubów                              |
| 1932/33               |   |   | 8   | Belfast Celtic F.C.                                           | Lisburn Distillery F.C.                 | Linfield F.C.             | 40  | Joe Bambrick (Linfield)                                          | 14 klubów                              |
| 1933/34               |   |   | 17  | Linfield F.C.                                                 | Belfast Celtic F.C.                     | Glentoran F.C.            | ?   | ?                                                                | 14 klubów                              |
| 1934/35               |   |   | 18  | Linfield F.C.                                                 | Derry City F.C.                         | Belfast Celtic F.C.       | ?   | ?                                                                | 14 klubów                              |
| 1935/36               |   |   | 9   | Belfast Celtic F.C.                                           | Derry City F.C.                         | Linfield F.C.             | ?   | ?                                                                | 14 klubów                              |
| 1936/37               |   |   | 10  | Belfast Celtic F.C.                                           | Derry City F.C.                         | Linfield F.C.             | ?   | ?                                                                | 14 klubów                              |
| 1937/38               |   |   | 11  | Belfast Celtic F.C.                                           | Derry City F.C.                         | Portadown F.C.            | ?   | ?                                                                | 14 klubów                              |
| 1938/39               |   |   | 12  | Belfast Celtic F.C.                                           | Ballymena United F.C.                   | Derry City F.C.           | ?   | ?                                                                | 14 klubów                              |
| 1939/40               |   |   | 13  | Belfast Celtic F.C.                                           | Portadown F.C.                          | Glentoran F.C.            | ?   | ?                                                                | 14 klubów                              |
| 1940–1947             |   |   |     |                                                               |                                         |                           |     |                                                                  | nie rozgrywane przez II wojnę światową |
| 1947/48               |   |   | 14  | Belfast Celtic F.C.                                           | Linfield F.C.                           | Ballymena United F.C.     | 28  | Jimmy Jones (Belfast Celtic)                                     | 12 klubów                              |
| 1948/49               |   |   | 19  | Linfield F.C.                                                 | Belfast Celtic F.C.                     | Glentoran F.C.            | 19  | Billy Simpson (Linfield)                                         | 12 klubów                              |
| 1949/50               |   |   | 20  | Linfield F.C.                                                 | Glentoran F.C.                          | Lisburn Distillery F.C.   | 23  | Sammy Hughes (Glentoran)                                         | 12 klubów                              |
| 1950/51               |   |   | 9   | Glentoran F.C.                                                | Linfield F.C.                           | Glenavon F.C.             | 23  | Sammy Hughes (Glentoran), Walter Allen (Portadown)               | 12 klubów                              |
| 1951/52               |   |   | 1   | Glenavon F.C.                                                 | Coleraine F.C.                          | Coleraine F.C.            | 27  | Jimmy Jones (Glenavon)                                           | 12 klubów                              |
| 1952/53               |   |   | 10  | Glentoran F.C.                                                | Linfield F.C.                           | Ballymena United F.C.     | 28  | Sammy Hughes (Glentoran)                                         | 12 klubów                              |
| 1953/54               |   |   | 21  | Linfield F.C.                                                 | Glentoran F.C.                          | Glenavon F.C.             | 32  | Jimmy Jones (Glenavon)                                           | 12 klubów                              |
| 1954/55               |   |   | 22  | Linfield F.C.                                                 | Glenavon F.C.                           | Cliftonville F.C.         | 20  | Fay Coyle (Coleraine)                                            | 12 klubów                              |
| 1955/56               |   |   | 23  | Linfield F.C.                                                 | Glenavon F.C.                           | Bangor F.C.               | 26  | Jimmy Jones (Glenavon)                                           | 12 klubów                              |
| 1956/57               |   |   | 2   | Glenavon F.C.                                                 | Linfield F.C.                           | Glentoran F.C.            | 33  | Jimmy Jones (Glenavon)                                           | 12 klubów                              |
| 1957/58               |   |   | 1   | Ards F.C.                                                     | Glenavon F.C.                           | Ballymena United F.C.     | 29  | Jackie Milburn (Linfield)                                        | 12 klubów                              |
| 1958/59               |   |   | 24  | Linfield F.C.                                                 | Glenavon F.C.                           | Glentoran F.C.            | 26  | Jackie Milburn (Linfield)                                        | 12 klubów                              |
| 1959/60               |   |   | 3   | Glenavon F.C.                                                 | Glentoran F.C.                          | Lisburn Distillery F.C.   | 29  | Jimmy Jones (Glenavon)                                           | 12 klubów                              |
| 1960/61               |   |   | 25  | Linfield F.C.                                                 | Portadown F.C.                          | Ards F.C.                 | 22  | Trevor Thompson (Glentoran)                                      | 12 klubów                              |
| 1961/62               |   |   | 26  | Linfield F.C.                                                 | Portadown F.C.                          | Ballymena United F.C.     | 20  | Mick Lynch (Ards)                                                | 12 klubów                              |
| 1962/63               |   |   | 6   | Lisburn Distillery F.C.                                       | Linfield F.C.                           | Portadown F.C.            | 27  | Joe Meldrum (Distillery)                                         | 12 klubów                              |
| 1963/64               |   |   | 11  | Glentoran F.C.                                                | Coleraine F.C.                          | Derry City F.C.           | 21  | Trevor Thompson (Linfield)                                       | 12 klubów                              |
| 1964/65               |   |   | 1   | Derry City F.C.                                               | Coleraine F.C.                          | Crusaders F.C.            | 19  | Kenny Halliday (Coleraine), Dennis Guy (Glenavon)                | 12 klubów                              |
| 1965/66               |   |   | 27  | Linfield F.C.                                                 | Derry City F.C.                         | Glentoran F.C.            | 28  | Sammy Pavis (Linfield)                                           | 12 klubów                              |
| 1966/67               |   |   | 12  | Glentoran F.C.                                                | Linfield F.C.                           | Derry City F.C.           | 25  | Sammy Pavis (Linfield)                                           | 12 klubów                              |
| 1967/68               |   |   | 13  | Glentoran F.C.                                                | Linfield F.C.                           | Coleraine F.C.            | 30  | Sammy Pavis (Linfield)                                           | 12 klubów                              |
| 1968/69               |   |   | 28  | Linfield F.C.                                                 | Derry City F.C.                         | Coleraine F.C.            | 21  | Danny Hale (Derry City)                                          | 12 klubów                              |
| 1969/70               |   |   | 14  | Glentoran F.C.                                                | Coleraine F.C.                          | Ards F.C.                 | 21  | Des Dickson (Coleraine)                                          | 12 klubów                              |
| 1970/71               |   |   | 29  | Linfield F.C.                                                 | Glentoran F.C.                          | Lisburn Distillery F.C.   | 18  | Bryan Hamilton (Linfield)                                        | 12 klubów                              |
| 1971/72               |   |   | 15  | Glentoran F.C.                                                | Portadown F.C.                          | Ards F.C.                 | 15  | Peter Watson (Distillery), Des Dickson (Coleraine)               | 12 klubów                              |
| 1972/73               |   |   | 1   | Crusaders F.C.                                                | Ards F.C.                               | Portadown F.C.            | 23  | Des Dickson (Coleraine)                                          | 12 klubów                              |
| 1973/74               |   |   | 1   | Coleraine F.C.                                                | Portadown F.C.                          | Crusaders F.C.            | 24  | Des Dickson (Coleraine)                                          | 12 klubów                              |
| 1974/75               |   |   | 30  | Linfield F.C.                                                 | Coleraine F.C.                          | Glentoran F.C.            | 15  | Martin Malone (Portadown)                                        | 12 klubów                              |
| 1975/76               |   |   | 2   | Crusaders F.C.                                                | Glentoran F.C.                          | Coleraine F.C.            | 23  | Des Dickson (Coleraine)                                          | 12 klubów                              |
| 1976/77               |   |   | 16  | Glentoran F.C.                                                | Glenavon F.C.                           | Linfield F.C.             | 20  | Ronnie McAteer (Crusaders)                                       | 12 klubów                              |
| 1977/78               |   |   | 31  | Linfield F.C.                                                 | Glentoran F.C.                          | Glenavon F.C.             | 17  | Warren Feeney (Glentoran)                                        | 12 klubów                              |
| 1978/79               |   |   | 32  | Linfield F.C.                                                 | Glenavon F.C.                           | Ards F.C.                 | 21  | Tommy Armstrong (Ards)                                           | 12 klubów                              |
| 1979/80               |   |   | 33  | Linfield F.C.                                                 | Ballymena United F.C.                   | Glentoran F.C.            | 17  | Jimmy Martin (Glentoran)                                         | 12 klubów                              |
| 1980/81               |   |   | 17  | Glentoran F.C.                                                | Linfield F.C.                           | Ballymena United F.C.     | 18  | Des Dickson (Coleraine), Paul Malone (Ballymena United)          | 12 klubów                              |
| 1981/82               |   |   | 34  | Linfield F.C.                                                 | Glentoran F.C.                          | Coleraine F.C.            | 18  | Gary Blackledge (Glentoran)                                      | 12 klubów                              |
| 1982/83               |   |   | 35  | Linfield F.C.                                                 | Glentoran F.C.                          | Coleraine F.C.            | 15  | Jim Campbell (Ards)                                              | 12 klubów                              |
| 1983/84               |   |   | 36  | Linfield F.C.                                                 | Glentoran F.C.                          | Cliftonville F.C.         | 15  | Martin McGaughey (Linfield), Trevor Anderson (Linfield)          | 14 klubów                              |
| 1984/85               |   |   | 37  | Linfield F.C.                                                 | Coleraine F.C.                          | Glentoran F.C.            | 34  | Martin McGaughey (Linfield)                                      | 14 klubów                              |
| 1985/86               |   |   | 38  | Linfield F.C.                                                 | Coleraine F.C.                          | Ards F.C.                 | 14  | Trevor Anderson (Linfield)                                       | 14 klubów                              |
| 1986/87               |   |   | 39  | Linfield F.C.                                                 | Coleraine F.C.                          | Ards F.C.                 | 14  | Ray McCoy (Coleraine), Gary Macartney (Glentoran)                | 14 klubów                              |
| 1987/88               |   |   | 18  | Glentoran F.C.                                                | Linfield F.C.                           | Coleraine F.C.            | 18  | Martin McGaughey (Linfield)                                      | 14 klubów                              |
| 1988/89               |   |   | 40  | Linfield F.C.                                                 | Glentoran F.C.                          | Coleraine F.C.            | 17  | Stephen Baxter (Linfield)                                        | 14 klubów                              |
| 1989/90               |   |   | 1   | Portadown F.C.                                                | Glenavon F.C.                           | Glentoran F.C.            | 19  | Martin McGaughey (Linfield)                                      | 14 klubów                              |
| 1990/91               |   |   | 2   | Portadown F.C.                                                | Bangor F.C.                             | Glentoran F.C.            | 22  | Stephen McBride (Glenavon)                                       | 16 klubów                              |
| 1991/92               |   |   | 19  | Glentoran F.C.                                                | Portadown F.C.                          | Linfield F.C.             | 18  | Harry McCourt (Omagh Town), Stephen McBride (Glenavon)           | 16 klubów                              |
| 1992/93               |   |   | 41  | Linfield F.C.                                                 | Crusaders F.C.                          | Bangor F.C.               | 23  | Steve Cowan (Portadown)                                          | 16 klubów                              |
| 1993/94               |   |   | 42  | Linfield F.C.                                                 | Portadown F.C.                          | Glenavon F.C.             | 22  | Darren Erskine (Ards), Stephen McBride (Glenavon)                | 16 klubów                              |
| 1994/95               |   |   | 3   | Crusaders F.C.                                                | Glenavon F.C.                           | Portadown F.C.            | 27  | Glenn Ferguson (Glenavon)                                        | 16 klubów                              |
| 1995/96               |   |   | 3   | Portadown F.C.                                                | Crusaders F.C.                          | Glentoran F.C.            | 19  | Garry Haylock (Portadown)                                        | 8 klubów                               |
| 1996/97               |   |   | 4   | Crusaders F.C.                                                | Coleraine F.C.                          | Glentoran F.C.            | 16  | Garry Haylock (Portadown)                                        | 8 klubów                               |
| 1997/98               |   |   | 3   | Cliftonville F.C.                                             | Linfield F.C.                           | Portadown F.C.            | 22  | Vinny Arkins (Portadown)                                         | 10 klubów                              |
| 1998/99               |   |   | 20  | Glentoran F.C.                                                | Linfield F.C.                           | Crusaders F.C.            | 19  | Vinny Arkins (Portadown)                                         | 10 klubów                              |
| 1999/00               |   |   | 43  | Linfield F.C.                                                 | Coleraine F.C.                          | Glenavon F.C.             | 29  | Vinny Arkins (Portadown)                                         | 10 klubów                              |
| 2000/01               |   |   | 44  | Linfield F.C.                                                 | Glenavon F.C.                           | Glentoran F.C.            | 17  | Davy Larmour (Linfield)                                          | 10 klubów                              |
| 2001/02               |   |   | 4   | Portadown F.C.                                                | Glentoran F.C.                          | Linfield F.C.             | 30  | Vinny Arkins (Portadown)                                         | 10 klubów                              |
| 2002/03               |   |   | 21  | Glentoran F.C.                                                | Portadown F.C.                          | Coleraine F.C.            | 29  | Vinny Arkins (Portadown)                                         | 12 klubów, 2 rundy                     |
| Irish Premier League  |   |   |     |                                                               |                                         |                           |     |                                                                  |                                        |
| 2003/04               |   |   | 45  | Linfield F.C.                                                 | Portadown F.C.                          | Lisburn Distillery F.C.   | 25  | Glenn Ferguson (Linfield)                                        | 16 klubów                              |
| 2004/05               |   |   | 22  | Glentoran F.C.                                                | Linfield F.C.                           | Portadown F.C.            | 19  | Chris Morgan (Glentoran)                                         | 16 klubów                              |
| 2005/06               |   |   | 46  | Linfield F.C.                                                 | Glentoran F.C.                          | Portadown F.C.            | 25  | Peter Thompson (Linfield)                                        | 16 klubów                              |
| 2006/07               |   |   | 47  | Linfield F.C.                                                 | Glentoran F.C.                          | Cliftonville F.C.         | 27  | Gary Hamilton (Glentoran)                                        | 16 klubów                              |
| 2007/08               |   |   | 48  | Linfield F.C.                                                 | Glentoran F.C.                          | Cliftonville F.C.         | 29  | Peter Thompson (Linfield)                                        | 16 klubów                              |
| IFA Premiership       |   |   |     |                                                               |                                         |                           |     |                                                                  |                                        |
| 2008/09               |   |   | 23  | Glentoran F.C.                                                | Linfield F.C.                           | Crusaders F.C.            | 19  | Curtis Allen (Lisburn Distillery)                                | 12 klubów, 2 rundy                     |
| 2009/10               |   |   | 49  | Linfield F.C.                                                 | Cliftonville F.C.                       | Glentoran F.C.            | 30  | Rory Patterson (Coleraine)                                       | 12 klubów, 2 rundy                     |
| 2010/11               |   |   | 50  | Linfield F.C.                                                 | Crusaders F.C.                          | Glentoran F.C.            | 23  | Peter Thompson (Linfield)                                        | 12 klubów, 2 rundy                     |
| 2011/12               |   |   | 51  | Linfield F.C.                                                 | Portadown F.C.                          | Cliftonville F.C.         | 27  | Gary McCutcheon (Ballymena United)                               | 12 klubów, 2 rundy                     |
| 2012/13               |   |   | 4   | Cliftonville F.C.                                             | Crusaders F.C.                          | Linfield F.C.             | 29  | Liam Boyce (Cliftonville)                                        | 12 klubów, 2 rundy                     |
| NIFL Premiership      |   |   |     |                                                               |                                         |                           |     |                                                                  |                                        |
| 2013/14               |   |   | 5   | Cliftonville F.C.                                             | Linfield F.C.                           | Crusaders F.C.            | 27  | Joe Gormley (Cliftonville)                                       | 12 klubów, 2 rundy                     |
| 2014/15               |   |   | 5   | Crusaders F.C.                                                | Linfield F.C.                           | Glenavon F.C.             | 31  | Joe Gormley (Cliftonville)                                       | 12 klubów, 2 rundy                     |
| 2015/16               |   |   | 6   | Crusaders F.C.                                                | Linfield F.C.                           | Glenavon F.C.             | 22  | Paul Heatley (Crusaders), Andrew Waterworth (Linfield)           | 12 klubów, 2 rundy                     |
| 2016/17               |   |   | 52  | Linfield F.C.                                                 | Crusaders F.C.                          | Coleraine F.C.            | 25  | Andrew Mitchell (Dungannon Swifts)                               | 12 klubów, 2 rundy                     |
| 2017/18               |   |   | 7   | Crusaders F.C.                                                | Coleraine F.C.                          | Glenavon F.C.             | 22  | Joe Gormley (Cliftonville)                                       | 12 klubów, 2 rundy                     |
| 2018/19               |   |   | 53  | Linfield F.C.                                                 | Ballymena United                        | Glenavon F.C.             | 20  | Joe Gormley (Clilfonville)                                       | 12 klubów, 2 rundy                     |
| 2019/20               |   |   | 54  | Linfield F.C.                                                 | Coleraine F.C.                          | Crusaders F.C.            | 18  | Joe Gormley (Clilfonville)                                       | 12 klubów, 2 rundy                     |
| 2020/21               |   |   | 55  | Linfield F.C.                                                 | Coleraine F.C.                          | Glentoran F.C.            | 23  | Shayne Lavery (Linfield F.C.)                                    | 12 klubów, 2 rundy                     |
| 2021/22               |   |   | 56  | Linfield F.C.                                                 | Cliftonville F.C.                       | Glentoran F.C.            | 25  | Jay Donnelly (Glentoran F.C.)                                    | 12 klubów, 2 rundy                     |
| 2022/23               |   |   | 1   | Larne F.C.                                                    | Linfield F.C.                           | Glentoran F.C.            | 23  | Matthew Shevlin (Coleraine F.C.)                                 | 12 klubów, 2 rundy                     |
| 2023/24               |   |   | 2   | Larne F.C.                                                    | Linfield F.C.                           | Cliftonville F.C.         | 24  | Andy Ryan (Larne F.C.)                                           | 12 klubów, 2 rundy                     |
| 2024/25               |   |   | 57  | Linfield F.C.                                                 | Larne                                   | Glentoran F.C.            | 20  | Joe Gormley (Cliftonville F.C.) Matthew Shevlin (Coleraine F.C.) | 12 klubów, 2 rundy                     |

## Statystyka

### Klasyfikacja według klubów
W dotychczasowej historii Mistrzostw Irlandii Północnej na podium oficjalnie stawało w sumie 19 drużyn. Liderem klasyfikacji jest Linfield, który zdobył 56 tytułów mistrzowskich.
Stan po sezonie 2024/25.
| Lp. | Klub                 | Miejsca na podium | Miejsca na podium | Miejsca na podium | Zwycięskie sezony |    |    | |
| --- | -------------------- | ----------------- | ----------------- | ----------------- | --- | -- | -- | --- |
| Lp. | Klub                 | 1.                | Linfield          | 57                | Zwycięskie sezony | 25 | 16 | 1890/91, 1891/92, 1892/93, 1894/95, 1897/98, 1901/02, 1903/04, 1906/07, 1907/08, 1908/09, 1910/11, 1913/14, 1921/22, 1922/23, 1929/30, 1931/32, 1933/34, 1934/35, 1948/49, 1949/50, 1953/54, 1954/55, 1955/56, 1958/59, 1960/61, 1961/62, 1965/66, 1968/69, 1970/71, 1974/75, 1977/78, 1978/79, 1979/80, 1981/82, 1982/83, 1983/84, 1984/85, 1985/86, 1986/87, 1988/89, 1992/93, 1993/94, 1999/2000, 2000/01, 2003/04, 2005/06, 2006/07, 2007/08, 2009/10, 2010/11, 2011/12, 2016/17, 2018/19, 2019/20, 2020/21, 2021/22, 2024/25 |
| 2.  | Glentoran            | 23                | 25                | 26                | 1893/94, 1896/97, 1904/05, 1911/12, 1912/13, 1920/21, 1924/25, 1930/31, 1950/51, 1952/53, 1963/64, 1966/67, 1967/68, 1969/70, 1971/72, 1976/77, 1980/81, 1987/88, 1991/92, 1998/99, 2002/03, 2004/05, 2008/09 |    |    | |
| 3.  | Belfast Celtic       | 14                | 4                 | 8                 | 1899/1900, 1914/15, 1919/20, 1925/26, 1926/27, 1927/28, 1928/29, 1932/33, 1935/36, 1936/37, 1937/38, 1938/39, 1939/40, 1947/48                                                                                |    |    | |
| 4.  | Crusaders            | 7                 | 5                 | 6                 | 1972/73, 1975/76, 1994/95, 1996/97, 2014/15, 2015/16, 2017/18 |    |    | |
| 5.  | Lisburn Distillery   | 6                 | 8                 | 11                | 1895/96, 1898/99, 1900/01, 1902/03, 1905/06*, 1962/63 |    |    | |
| 6.  | Cliftonville         | 5                 | 7                 | 8                 | 1905/06*, 1909/10, 1997/98, 2012/13, 2013/14 |    |    | |
| 7.  | Portadown            | 4                 | 10                | 7                 | 1989/90, 1990/91, 1995/96, 2001/02 |    |    | |
| 8.  | Glenavon             | 3                 | 10                | 9                 | 1951/52, 1956/57, 1959/60 |    |    | |
| 9.  | Larne                | 2                 | 1                 | 1                 | 2022/23, 2023/24 |    |    | |
| 10. | Coleraine            | 1                 | 12                | 11                | 1973/74 |    |    | |
| 11. | Derry City           | 1                 | 7                 | 3                 | 1964/65 |    |    | |
| 12. | Queen’s Island       | 1                 | 3                 | 0                 | 1923/24 |    |    | |
| 13. | Ards                 | 1                 | 1                 | 5                 | 1957/58 |    |    | |
| 14. | Ballymena United     | 0                 | 3                 | 5                 | |    |    | |
| 15. | Ulster               | 0                 | 2                 | 0                 | |    |    | |
| 16. | Bangor               | 0                 | 1                 | 2                 | |    |    | |
| 17. | Shelbourne           | 0                 | 1                 | 1                 | |    |    | |
| 18. | Lancashire Fusiliers | 0                 | 0                 | 1                 | |    |    | |
| 18. | Newry Town           | 0                 | 0                 | 1                 | |    |    | |

### Klasyfikacja według siedzib klubu
Stan na maj 2025.
| Siedziba klubu | Liczba tytułów | Kluby |
| -------------- | -------------- | --- |
| Belfast        | 112 (113)      | Linfield (57), Glentoran (23), Belfast Celtic (14), Crusaders (7), Distillery (6; do 1980), Cliftonville (5), Queen’s Island (1) |
| Portadown      | 4              | Portadown F.C. (4) |
| Lurgan         | 3              | Glenavon F.C. (3) |
| Larne          | 2              | Larne F.C. (2) |
| Coleraine      | 1              | Coleraine F.C. (1) |
| Londonderry    | 1              | Derry City F.C. (1) |
| Newtownards    | 1              | Ards F.C. (1) |

## Uczestnicy
45 zespołów wzięło udział w 125 ligowych Mistrzostwach Irlandii Północnej, które były prowadzone od 1890/91 aż do sezonu 2022/23 łącznie. Tylko Cliftonville, Glentoran i Linfield były zawsze obecne w każdej edycji.
Pogrubione zespoły biorące udział w sezonie 2025/26.
- 125 razy: Cliftonville F.C., Glentoran F.C., Linfield F.C.
- 112 razy: Lisburn Distillery F.C.
- 103 razy: Glenavon F.C.
- 92 razy: Coleraine F.C.
- 89 razy: Portadown F.C.
- 85 razy: Ballymena United F.C.
- 80 razy: Ards F.C.
- 76 razy: Crusaders F.C.
- 71 razy: Bangor F.C.
- 60 razy: Larne F.C.
- 48 razy: Newry City F.C.
- 38 razy: Belfast Celtic F.C.
- 36 razy: Derry City F.C.
- 31 razy: Carrick Rangers F.C.
- 29 razy: Dungannon Swifts F.C.
- 15 razy: Omagh Town F.C.
- 13 razy: Ballyclare Comrades F.C., Bohemian F.C., Derry Celtic F.C., Institute F.C.
- 12 razy: Shelbourne F.C.
- 11 razy: Limavady United F.C.
- 9 razy: Warrenpoint Town F.C.
- 8 razy: Queen’s Island F.C.
- 7 razy: Armagh City F.C.
- 6 razy: Ballinamallard United F.C., Ballymena F.C., Ulster F.C.
- 5 razy: Barn F.C., Donegal Celtic F.C., Loughgall F.C.
- 2 razy: Ligoneil F.C., Oldpark F.C.
- 1 raz: Belfast YMCA F.C., Clarence F.C., Derry Olympic F.C., King’s Own Scottish Borderers F.C., Lancashire Fusiliers F.C., Milford F.C., Milltown F.C., Royal Scots F.C., St Columb’s Court F.C., Tritonville F.C.